# Широкая улица (Петергоф)
Широ́кая у́лица — улица в городе Петергофе Петродворцового района Санкт-Петербурга. Юридически проходит от Спортивной улицы до Пригородной улицы.
Название возникло в начале XX века. Первоначально Широкая улица проходила от Гостилицкой улицы до Пригородной. Участок, примыкающий к Гостилицкой, 23 ноября 1970 года был включен в состав Спортивной улицы.
Широкая улица состоит из двух разорванных участков — 300-метрового, пересекающего улицу Первого Мая, и 500-метрового от Лесной улицы до Пригородной. 500-метровый участок представляет собой бульвар шириной 30 метров. Проектом планировки предполагается воссоединение Широкой улицы. При этом трасса участка от улицы Первого Мая до Университетского проспекта будет на расстоянии 20 метров юго-восточнее нынешней.

## Перекрёстки
- Улица Первого Мая
- Лесная улица
- Солнечная улица
- Цветочная улица
- Пригородная улица